# V460 Андромеды
V460 Андромеды (лат. V460 Andromedae) — одиночная переменная звезда в созвездии Андромеды на расстоянии приблизительно 5233 световых лет (около 1604 парсеков) от Солнца. Видимая звёздная величина звезды — от +13,8m до +13,2m.

## Характеристики
V460 Андромеды — жёлто-белая пульсирующая переменная звезда типа Дельты Щита (DSCT) спектрального класса F5:. Масса — около 3,54 солнечных, радиус — около 1,84 солнечного, светимость — около 9,653 солнечных. Эффективная температура — около 7507 K.